# Syllis barbata
Syllis barbata är en ringmaskart som beskrevs av San Martin 1992. Syllis barbata ingår i släktet Syllis och familjen Syllidae. Inga underarter finns listade i Catalogue of Life.